# 太田村 (岐阜県)
太田村（おおたむら）は、かつて岐阜県海津郡に存在した村である。
現在の海津市南濃町太田、南濃町安江に該当する。
吉田村設立時は下石津郡の村であったが、郡制による郡の合併により、海津郡の村となっている。

## 歴史
- 1875年（明治8年） - 大里村、安江村が合併し、太田村[2]となる。
- 1878年（明治11年） - 石津郡は上石津郡と下石津郡に分割され、この地域は下石津郡となる。
- 1889年（明治22年）7月1日 - 町村制により太田村発足。
- 1897年（明治30年）4月1日[3] - 郡制に基づき、下石津郡、海西郡と安八郡の一部が合併し、海津郡になる。
- 1897年（明治30年）4月1日 - 吉田村、田鶴村、松山村、境村と合併し、石津村が発足。同日太田村廃止。